# Kollaborativt lärande
Kollaborativt lärande är en situation där två eller fler personer lär sig eller försöker lära sig något tillsammans. Personer som sysslar med kollaborativt lärande, till skillnad mot enskilt lärande, drar nytta av varandras kunskaper och kompetenser (frågar varandra om information, utvärderar varandras idéer, övervakar varandras arbete etc). Mer specifikt är kollaborativt lärande baserat på modellen att kunskap kan skapas i en grupp där medlemmarna aktivt interagerar genom att dela med sig av kunskaper och genom att ta på sig olika roller.
Ett annat sätt att uttrycka det på är att kollaborativt lärande hänvisar till metoder och miljöer där elever engagerar sig i en gemensam uppgift där varje individ förlitar sig på och räknar med varandra. Dessa inkluderar både öga mot öga konversationer och datorbaserade diskussioner (online forum, chat-rum etc). Metoder för att examinera kollaborativt lärande processer inkluderar konversationsanalyser och statistiska samtalsanalyser. 
Kollaborativt lärande är djupt rotat i Vygotskys syn att det finns en medfödd social förmåga för lärande, vilket förklaras i hans teori om den proximala utvecklingzonen. Ofta används kollaborativt lärande som ett övergripande begrepp för olika tillvägagångssätt inom  utbildning som inbegriper en intellektuell ansträngning ifrån en student eller student och lärare. Kollaborativt lärande brukar vanligtvis förklaras med att en grupp studenter arbetar tillsammans mot ett gemensamt mål att få en förståelse, mening, lösning eller för att skapa ett alster eller någon annan produkt av lärande. Vidare  omdefinierar kollaborativt lärande det traditionella elev-lärare förhållandet i klassrummet vilket resulterar i  en tvist över huruvida detta paradigm är mer fördelaktigt än skadligt.
Kollaborativa läraktiviteter kan inkludera kollaborativt skrivande, grupparbeten, gemensam problemlösning, debatter, studentgrupper och andra aktiviteter. Tillvägagångssättet är nära besläktat med kooperativt lärande.
Alternativt sker kollaborativt lärande när individer är aktivt engagerade i ett sammanhang där lärande sker genom explicita eller implicita samarbeten. Kollaborativt lärande har ofta porträtterats som enbart en kognitiv process genom vilken vuxna deltar som handledare av kunskap och barn som mottagare. Däremot visas hos ursprungsbefolkningen i Amerika att kollaborativt lärande uppstår på ett horisontellt plan när vuxna och barn är jämlikar. Därmed uppstår kollaborativt lärande även när barn och vuxna är involverade i lek, arbete och andra gemensamma aktiviteter.